# 1786 Рахе
1786 Рахе (енгл. 1786 Raahe) је астероид главног астероидног појаса са средњом удаљеношћу од Сунца која износи 3,018 астрономских јединица (АЈ).
Апсолутна магнитуда астероида је 11,4.
Астероид је 1941. године открио фински астроном Хејки Аликоски и дао му име Рахе у част истоименог финског града.